# Lumière pâle sur les collines
Cet article concerne le roman. Pour le film, voir Lumière pâle sur les collines (film).
Lumière pâle sur les collines (A Pale View of Hills) est le premier  roman de Kazuo Ishiguro, paru en 1982 et récompensé par le Winifred Holtby Prize de la  Royal Society of Literature la même année. L'auteur lui-même est le lauréat du prix Nobel de littérature en 2017.

## Résumé
Émigrée dans la campagne anglaise et veuve pour la seconde fois, Etsuko, une femme japonaise d'âge mûr, reçoit sa fille cadette Niki, née de son mariage avec un Anglais. Entre elles se dresse le suicide de Keiko, la fille qu'Etsuko a eue de Jiro, son premier mari japonais. Keiko n'a jamais pu s'adapter ni à l'exil ni à son nouveau pays, six ans auparavant.
Etsuko revoit sa jeunesse à Nagasaki, quelques années après le  bombardement atomique, dans un pays traumatisé où les anciens comme son beau-père Ogata-San vivent dans la nostalgie du passé.

## Traduction en langue française
- Kazuo Ishiguro, Lumière pâle sur les collines, traduit par Sophie Mayoux, Paris, Presses de la Renaissance, 1984 ; réédition, Paris, Gallimard, coll. « Folio » no 4931, 2009  (ISBN 9782070389841)

## Adaptation cinématographique
- Lumière pâle sur les collines (遠い山なみの光, Toi Yamanami no Hikari?), film britanno-japonais de Kei Ishikawa sorti en 2025.